# بول ستوفال
بول ستوفال (بالإنجليزية: Paul Stovall)‏ مواليد 16 أغسطس 1948 - الوفاة 09 يناير 1978، كان لاعب كرة سلة أمريكي. بدأ مسيرته الاحترافية في سنة 1972. تم اختياره من قبل فريق لوس أنجلوس ليكرز خلال الدرافت. بلغ طوله 6 قدم 4 بوصة (1.9 م). اعتزل اللعب في 1974.

## روابط خارجية
- بول ستوفال على موقع إن بي أي (الإنجليزية)
- بول ستوفال على موقع سبورتس رفرنس (الإنجليزية)
- بول ستوفال على موقع كلية كرة السلة في سبورتس رفرنس.كوم (الإنجليزية)
- بول ستوفال على موقع ريلجم (الإنجليزية)
- بول ستوفال على موقع بروبوليرز (الإنجليزية)